# Gerhard Grimpe
Gerhard Grimpe (* 1928 in Berlin; † 9. Juni 1985 in Stade) war ein deutscher Musikpädagoge, Chorleiter, Orchesterleiter und Komponist.

## Biografie
Grimpe wurde als junger Mann von dem damaligen Leiter des Norddeutschen Singkreises in Hamburg, Gottfried Wolters, der Grimpes musikalisches Talent erkannte, gefördert.  Grimpe studierte Schulmusik mit den Fächern Komposition und Geige. Während dieser Zeit wurde er mit der Leitung von Rundfunk- und Plattenaufnahmen des Norddeutschen Singkreises betraut. Sein kompositorisches Gesamtwerk ist beachtlich und findet sich in vielen Musikschulbüchern wieder. Es hat einen Schwerpunkt in der Verfassung von Liedern,  Kanons und anderen klassischen Chorsätzen, die heute noch zum Standardrepertoire vieler Chöre gehören.
Nach seiner Heirat mit der Gutsbesitzerstochter Inge von den Bergen wohnte er mit ihr auf deren dem Schloss Agathenburg bei Stade benachbarten Hof und widmete sich zunächst etliche Jahre vorrangig der Bewirtschaftung des landwirtschaftlichen Betriebs. 1974 nahm er hauptberuflich die musikalische Lehrtätigkeit wieder auf und wurde Musiklehrer am Stader Vincent-Lübeck-Gymnasium. Ferner war er von 1978 bis zum Tode Leiter des Stader Kammerorchesters. Orchesterreisen führten ihn in die skandinavischen Länder. Von 1983 bis zu seinem Tode war er darüber hinaus Dozent für schulpraktische Improvisationen an der Musikhochschule Köln.

## Werke
- Draussen da wachsen blau Beeren
- Lachend kommt der Sommer[2]
- Sommerruf: Trariro, der Sommer der ist do
- Vom Himmel hoch, o Englein kommt[3]
- Was soll das bedeuten